# Frome Vauchurch
Frome Vauchurch est une paroisse civile et un village du Dorset, en Angleterre.